# Independencia (Yaracuy)
Independencia è un comune del Venezuela situato nello Stato di Yaracuy.
Il capoluogo del comune è la città di Independencia.